# ۳و۴-دی‌متوکسی‌فن‌اتیل‌آمین
۳و۴-دی‌متوکسی‌فن‌اتیل‌آمین (به انگلیسی: 3,4-Dimethoxyphenethylamine) با فرمول شیمیایی C۱۰H۱۳NO۲ یک ترکیب شیمیایی با شناسه پاب‌کم ۸۴۲۱ است. که جرم مولی آن 181.23 g/mol می‌باشد. 